# Pseudotrigonidium sarasini
Pseudotrigonidium sarasini is een rechtvleugelig insect uit de familie krekels (Gryllidae). De wetenschappelijke naam van deze soort is voor het eerst geldig gepubliceerd in 1915 door Chopard.